# Kako (cruzador)
O Kako (加古) foi um cruzador pesado operado pela Marinha Imperial Japonesa e a segunda e última embarcação da Classe Furutaka, depois do Furutaka. Sua construção começou em novembro de 1922 na Kawasaki e foi lançado ao mar em abril de 1925, sendo comissionado em julho do ano seguinte. Era armado com uma bateria principal composta por seis canhões de 203 milímetros montados em seis torres de artilharia únicas e depois em três duplas, tinha um deslocamento de mais de dez mil toneladas e conseguia alcançar uma velocidade máxima de 35 nós.
O Kako teve uma carreira tranquila durante os tempos de paz. Na Segunda Guerra Mundial, deu apoio para as invasões da Ilha Wake e Guam em 1941 e então participou do início das campanhas da Nova Guiné e Ilhas Salomão em 1942. Esteve presente na Batalha do Mar de Coral em maio e então foi enviado para servir na Campanha de Guadalcanal, lutando na Batalha da Ilha Savo, quando enfrentou uma força de cruzadores e contratorpedeiros norte-americanos. Saiu ileso do confronto, porém foi torpedeado no dia seguinte pelo submarino USS S-44 e afundou.